# Ben Wright
Pour les articles homonymes, voir Wright.
Ben Wright est un acteur britannique né le 5 mai 1915 à Londres (Royaume-Uni), mort le 2 juillet 1989 à Burbank (Californie).

## Filmographie
- 1936 : Well Done, Henry
- 1938 : The Ascent of F6 (TV)
- 1938 : The White Chateau (TV)
- 1947 : L'Exilé (The Exile) : Milbanke
- 1948 : Les Amants traqués (Kiss the Blood Off My Hands) : Cockney tout
- 1953 : Les Bagnards de Botany Bay (Botany Bay) : Deck Officer Green
- 1953 : Les Rats du désert (The Desert Rats) : Mick
- 1954 : Prince Vaillant (Prince Valiant) d'Henry Hathaway : Seneschal
- 1955 : Le Prince des acteurs (Prince of Players) : Horatio in 'Hamlet'
- 1955 : The Racers : Dr. Seger
- 1955 : Au service des hommes (A Man Called Peter) : Mr. Findlay
- 1955 : Les Contrebandiers de Moonfleet (Moonfleet) : Officer
- 1956 : On the Threshold of Space : Taxi driver
- 1956 : À vingt-trois pas du mystère (23 Paces to Baker Street) : portier d'hôtel
- 1956 : Au sixième jour (D-Day the Sixth of June) : Gen. Millensbeck
- 1956 : Crusader (TV)
- 1956 : Johnny Concho de Don McGuire : Benson
- 1956 : Les Grands de ce monde (The Power and the Prize) : Mr Chutwell
- 1956 : Massacre at Sand Creek (TV) : Prosecuting Officer at Court-Martial
- 1957 : Pharaoh's Curse : Walter Andrews
- 1957 : Until They Sail : avocat de la défense
- 1957 : Embrasse-la pour moi : Peters (pilote de la RAF)
- 1957 : Témoin à charge (Witness for the Prosecution) : Barrister Reading Charges
- 1958 : Villa!! : Francisco Madero
- 1959 : Duel dans la boue (These Thousand Hills) : Frenchy
- 1959 : Cargaison dangereuse (The Wreck of the Mary Deare) : Mike Duncan
- 1959 : Voyage au centre de la Terre (Journey to the Center of the Earth) : Paisley
- 1960 : Le Monde perdu (The Lost World) : BBC field reporter Ted Bottomley
- 1961 : Les 101 dalmatiens (One Hundred and One Dalmatians) : Roger (voix)
- 1961 : Operation Bottleneck : Manders the Englishman
- 1961 : Jugement à Nuremberg (Judgment at Nuremberg) : Halbestadt (Haywood's butler)
- 1962 : Les Révoltés du Bounty (Mutiny on the Bounty) : Graves
- 1963 : Cléopâtre (Cleopatra) : Narrator (voix)
- 1963 : Le Téléphone rouge (A Gathering of Eagles) : Leighton. S.A.C. Observer
- 1963 : Pas de lauriers pour les tueurs (The Prize) : British reporter
- 1964 : My Fair Lady : Footman at Ball
- 1965 : La Mélodie du bonheur (The Sound of Music) : Herr Zeller
- 1965 : My Blood Runs Cold (en) de William Conrad : Lansbury
- 1965 et 1968 : Les Mystères de l'Ouest (The Wild Wild West), de Michael Garrison (série TV)
  - La Nuit où le Dragon cria (The Night the Dragon Screamed), Saison 1 épisode 17, de Irving J. Moore (1965) : Colonel Clive Allenby-Smythe
  - La Nuit du Trésor (The Night of the Sabatini Death), Saison 4 épisode 17, de Charles R. Rondeau (1968) : Clarence
- 1966 : Frankenstein et les Faux-monnayeurs (Munster, Go Home) : Hennesy
- 1966 : La Grande Combine (The Fortune Cookie) : The Specialists
- 1966 : La Canonnière du Yang-Tsé (The Sand Pebbles) : Englishman
- 1967 : Le Livre de la jungle (The Jungle Book) : Rama (voix)
- 1969 : Docteur Marcus Welby (Marcus Welby, M.D.) (série télévisée) : Ron Stokes
- 1969 : Wake Me When the War Is Over (TV)
- 1969 : L'Étau (Topaz) : French Officer
- 1970 : Le Virginien (TV) saison 08 épisode 18 : (Train of darkness) : Michael Patrick
- 1971 : Le Cinquième Commando (Raid on Rommel) : amiral
- 1972 : Probe (TV) : Kurt von Niestat
- 1972 : All My Darling Daughters (TV) : Cater
- 1972 : Chandar, the Black Leopard of Ceylon : Narrator
- 1973 : The Voyage of the Yes (TV) : Philip Blemsley
- 1973 : The Stranger (TV)
- 1973 : Terror in the Wax Museum : First Constable
- 1973 : My Darling Daughters' Anniversary (TV) : Carter
- 1973 : Arnold : Jonesy
- 1975 : Ladies of the Corridor (TV) : Doorman
- 1977 : The Rhinemann Exchange (feuilleton TV) : Dr. Azevedo
- 1977 : Harold Robbins' 79 Park Avenue (feuilleton TV) : Dr. Lovash
- 1978 : Les Quatre Filles du docteur March (Little Women) (TV) : Doctor
- 1980 : Turnover Smith (TV) : Franz
- 1989 : La Petite Sirène (The Little Mermaid) de John Musker et Ron Clements : Grimsby (voix)